# Judyta Olechowska
Judyta Olechowska, właściwie Maria Olechowska (ur. 21 września 1962 r. w Łańcucie) – teolożka, pedagog, przełożona generalna Zgromadzenia Sióstr Franciszkanek Służebnic Krzyża od 2019 I wiceprezes Towarzystwa Opieki nad Ociemniałymi. 

## Życiorys
W 1987 wstąpiła do Zgromadzenia Sióstr Franciszkanek Służebnic Krzyża. W 1995 złożyła profesję wieczystą. Ukończyła teologię na Papieskim Wydziale Teologicznym w Warszawie oraz podyplomowe studia z tyflopedagogiki i kurs kwalifikacyjny dla oświatowej kadry kierowniczej. Pracowała z dziećmi niewidomymi jako wychowawczyni w Ośrodku Szkolno-Wychowawczym w Laskach. Od 1998 była kierowniczką postulatu Zgromadzenia, a od 2001 mistrzynią nowicjatu. Była też przełożoną różnych domów zakonnych, w tym kierowniczką Domu Rekolekcyjnego w Laskach oraz filii Ośrodka Szkolno-Wychowawczego w Rabce-Zdroju. Prowadziła także działalność powołaniową. W 2013 została wybrana przez Kapitułę Generalną Zgromadzenia radną generalną, a w 2019 – przełożoną generalną Zgromadzenia. 
Od tego czasu pełni także funkcję I wiceprezes Towarzystwa Opieki nad Ociemniałymi.